# 萊西·察伯特
莱西·妮可·察伯特（英語：Lacey Nicole Chabert，1982年9月30日—）为一名美国女演员和女配音员。由她出演的电视剧Party of Five《五人PARTY》中的Claudia Salinger角色和影片《贱女孩》中的Gretchen Wieners而闻名。她此外也为《蛮荒历险记》的电视节目和两部影片中的角色Eliza Thornberry，以及第一季的动画喜剧《恶搞之家》中的Meg Griffin担任配音。　　

## 早年
莱西出生在美国密西西比州的Purvis普维斯，是朱丽和汤尼·察伯特的女儿，他的父亲是移居美国路易斯安纳州的法国人后裔，是一名石油公司的维护运营代表员。莱西有一个弟弟，T.J, 和两个姐姐，温迪和克里西，在普维斯拥有一家饭店。

## 职业生涯
自1998年，莱西已是《蛮荒历险记》动画片中的角色Eliza Thornberry的配音员，以及担任两部同系列电影中该角色的配音工作，分别是影片《蛮荒历险记》（2002）和《原野小兵兵》（2003）。她也为第一季的动画喜剧《恶搞之家》（1999）中的Meg Griffin提供配音，之后她的配音由米娜·古妮丝所担任了这个角色。莱西在Christopher Reeve制作的电视剧影片The Brooke Ellison Story《布鲁克·埃利森的故事中》饰演了主人公角色，影片讲述了一个四肢瘫痪的女性如何克服重重障碍最后从哈佛大学毕业。她曾出演了《贱女孩》（2004）中的角色，同时参与了ABC Family广播电视的电视影片《你好姐妹》，《再见生活》《2006》中的角色。她也出演了《黑色圣诞节》（2006年翻拍版）中的角色。在电视剧集《鬼语者》中与在《五人PARTY》中的合作演员Jennifer Love Hewitt珍妮弗·洛夫·何威特出演对手戏。她在PS3和XBOX360游戏《音速小子》中担任埃莉斯公主的配音。此外她也担任了动画片《超级蜘蛛人》中的角色Gwen Stacy的配音工作。
2005年，莱西与Lindsay Lohan 林赛·罗韩, Rachel McAdams 瑞秋·麦克亚当斯, 和Amanda Seyfried 阿曼达·塞弗里德共同出演的影片《贱女孩》获得了MTV电影大奖中的最佳上镜团队奖项。她出演的电视喜剧《五人PARTY》在1997年和1998年好莱坞报道中拿获了年度新星大奖中的最佳青少年女演员奖，此外在1999~2000年被三度提名。新星大奖是为年龄在6~18岁的最佳影片，电视剧和音乐表演所设立的。 　
2007年，莱西出演了FOX公司的电视喜剧The Hot Years《沸腾年代》预告剧集中的角色，这是一部讲述4个女性朋友之间的生活故事。预告剧集最后没有被FOX公司编入电视剧集。2007年1月，莱西登上了Maxim杂志的封面人物。

## 个人生活
莱西居住在南加州，她是从1994年开始出演《五人PARTY》的时候搬迁过来的。1985年，她在“我们的世界小姐学术竞赛”中赢得了“世界小宝贝”（World's Our Little Miss Scholarship Competition）的称号。